# Oreste Conte
Oreste Cuente (Údine, 19 de julio de 1919 – Bérgamo, 7 de octubre de 1956) fue un ciclista italiano que fue profesional entre 1941 y 1954. Buen velocista, sus principales éxitos los consiguió al Giro de Italia, donde ganó 13 etapas. 

## Palmarés
- 1939
  - 1.º en la Coppa San Geo
- 1941
  - 1.º en la Coppa San Geo
- 1944
  - 1.º en la Coppa Bernocchi
- 1946
  - Vencedor de 3 etapas en el Giro de Italia
- 1947
  - 1r a la Milà-Módena
  - Vencedor de 2 etapas en el Giro de Italia
- 1948
  - Vencedor de 2 etapas en el Giro de Italia
- 1949
  - Vencedor de 2 etapas en el Giro de Italia
- 1950
  - Vencedor de 2 etapas en el Giro de Italia
- 1952
  - Vencedor de una etapa en el Giro de Italia
  - Vencedor de una etapa en la Vuelta a Alemania
- 1953
  - Vencedor de una etapa en el Giro de Italia

### Resultados en el Giro de Italia
- 1946. 25º de la clasificación general. Vencedor de 3 etapas
- 1947. Abandona. Vencedor de 2 etapas
- 1948. Abandona. Vencedor de 2 etapas
- 1949. 61.º de la clasificación general. Vencedor de 2 etapas
- 1950. 64.º de la clasificación general. Vencedor de 2 etapas. Porta la maglia rosa durante 1 etapa
- 1951. 43.º de la clasificación general
- 1952. 61.º de la clasificación general. Vencedor de una etapa
- 1953. 31.º de la clasificación general. Vencedor de una etapa

### Resultados en el Tour de Francia
- 1948. Abandona (2.ª etapa)